# Mittelstands-Union

Logo der Mittelstands-Union

Die Mittelstands-Union (MU) ist die Arbeitsgemeinschaft der mittelständischen Unternehmer innerhalb der CSU. Landesvorsitzender ist der Bundestagsabgeordnete Sebastian Brehm.
Früher war die Mittelstands-Union unter dem Namen Arbeitsgemeinschaft Mittelstand tätig.

## Ziele
Die Mittelstands-Union vertritt innerhalb der CSU die Anliegen von mittelständischen Unternehmen. Ihr Schwerpunkt liegt im Bereich der mittelständischen Unternehmen und Unternehmer einschließlich der Gewerbetreibenden sowie der freiberuflich Tätigen und der leitenden Persönlichkeiten in der Wirtschaft. Zu ihrem Tätigkeitsbereich gehört auch die Interessenvertretung der Hauseigentümer. Sie soll dazu beitragen, eine freiheitliche Wirtschafts- und Gesellschaftsordnung entsprechend der Idee der Sozialen Marktwirtschaft auf der Grundlage von Eigeninitiative und Eigenverantwortung zu verwirklichen.
Die Mittelstands-Union informiert und berät die Parlamente und deren Fraktionen, Fachausschüsse sowie Behörden über die  Anliegen des Mittelstandes. Daneben soll sie das Gedankengut der CSU im Wirkungskreis der Mittelstands-Union vertreten, für die Ziele der Union werben und an der Lösung aller den Mittelstand betreffenden Fragen mitarbeiten.

## Gliederung
Der Landesverband hat zehn Bezirke (diese haben Kreisverbände) und sieben Fachausschüsse.
Die Mittelstands-Union gehört als Landesverband der Mittelstands- und Wirtschaftsunion als gemeinsamer Organisation der CDU/CSU an.
Europäische Dachorganisation ist die SME Europe.

## Bedeutende Mitglieder
- Manfred Weber – MdEP, Vorsitzender der EVP-Fraktion im Europaparlament, Spitzenkandidat der EVP für die Europawahl 2019
- Hans Michelbach – MdB, Ehrenvorsitzender, ehemaliger Landesvorsitzender
- Markus Söder – MdL, Bayerischer Ministerpräsident
- Ilse Aigner – MdL, Landtagspräsidentin, ehemalige Bayerische Wirtschaftsministerin
- Peter Ramsauer – MdB, ehemaliger Bundesverkehrsminister und stellvertretender CSU-Vorsitzender
- Joachim Herrmann – MdL, Bayerischer Staatsminister
- Ernst Hinsken – MdB, ehemaliger Landesvorsitzender
- Michael Glos – MdB, ehemaliger Bundesminister für Wirtschaft und Technologie